# Apleurotropis lamellata
Apleurotropis lamellata är en stekelart som först beskrevs av Kerrich 1969.  Apleurotropis lamellata ingår i släktet Apleurotropis och familjen finglanssteklar. Inga underarter finns listade i Catalogue of Life.